# Knipoogje (stripreeks)
Knipoogje is een stripreeks die begonnen is in 1981 met Serge Ernst als schrijver en tekenaar.

## Albums
Alle albums zijn geschreven en getekend door Serge Ernst en uitgegeven door Le Lombard.
| Nummer | Titel             |
| ------ | ----------------- |
| 1      | Knipoogje         |
| 2      | Tweede knipoogje  |
| 3      | Derde knipoogje   |
| 4      | Vierde knipoogje  |
| 5      | Vijfde knipoogje  |
| 6      | Zesde knipoogje   |
| 7      | Zevende knipoogje |
| 8      | Knipoogje 8       |